# Dagobert Biermann
Pour les articles homonymes, voir Biermann.
Dagobert Biermann (né le 13 novembre 1904 à Hambourg, Allemagne) a été déporté en 1942 en tant que prisonnier politique juif à Auschwitz, où il a été assassiné le 2 août 1943.
Il est le père du poète Wolf Biermann, né en 1936.

## Sources
1. ↑  - Heinz Jürgen Schneider - (K)ein  Ehrenbürger, Aus aktuellem Anlass: Eine Erinnerung an den Kommunisten, Antifaschisten und Internationalisten Dagobert Biermann (1904 bis 1943) - Die Junge Welt, 1 février 2007, page 4